# Stara Wieś (powiat nowosądecki)
Stara Wieś – wieś w Polsce położona w województwie małopolskim, w powiecie nowosądeckim, w gminie Grybów.
| SIMC    | Nazwa         | Rodzaj    |
| ------- | ------------- | --------- |
| 0428695 | Bania         | część wsi |
| 0428703 | Nowa Wieś     | część wsi |
| 0428710 | Podgranice    | część wsi |
| 0428726 | Potoki        | część wsi |
| 0428732 | Starowiejskie | część wsi |
| 0428749 | Strzylawki    | część wsi |
| 0428755 | Węglarnia     | część wsi |
| 0428761 | Wyżna Wieś    | część wsi |

Wieś położona jest na wysokości około 400 m n.p.m. Na południu Starej Wsi widokowe wzniesienie (552 m n.p.m.). Na południowym zachodzie piętrzy się masyw Rosochatki (753 m n.p.m.), a dalej Jodłowa Góra (713 m n.p.m.) z rezerwatem „Cisy w Mogilnie”. W centrum wsi nowy kościół i szkoła podstawowa z zapleczem sportowym.
W latach 1975–1998 miejscowość należała administracyjnie do województwa nowosądeckiego.

## Ochotnicza Straż Pożarna
Ochotnicza Straż Pożarna w Starej Wsi działa od 1968 roku.